# Una famiglia impossibile
 Una famiglia impossibile è un film del 1940 diretto da Carlo Ludovico Bragaglia.

## Trama
Una giovane benestante si innamora senza averlo mai visto di un cantante della radio. Costringe la sua strana famiglia (padre smemorato, madre con idee di grandezza, tre sorelle con la passione del canto e un'altra che si occupa di bambini abbandonati) ad andare alla sede dell'EIAR per riuscire ad incontrarlo.